# أبو صالح العزيزي
محمد بشار نمر العزيزي (22 أغسطس 1997 – 24 يوليو 2022) كان مقاوِمًا فلسطينيًا وقياديًا بارزًا في مجموعات عرين الأسود وهو مؤسسها، كما كان العزيزي في وقتٍ ما ضمن قائمة أبرز المطلوبين لإسرائيل قبلَ أن تغتاله الأخيرة في الرابع والعشرين من تموز/يوليو 2022 في حارة الياسمينة بالبلدة القديمة في نابلس بعد عمليّة اقتحام فجائيّة طالت المدينة.

## الحياة المُبكّرة
ينحدرُ العزيزي من حارة الياسمينة في البلدة القديمة في نابلس وقد قضى هناك سنين من عمره.

## الاغتيال
اقتحمت قوات خاصة مدينة نابلس بتاريخ 24 تموز/يوليو 2022 وتشكلت هذه القوات من وحدة اليمام ووحدة غيفعاتي، وذلك بهدف اغتيال عددٍ من المطلوبين، حيثُ كان العزيزي وبعض من رفاقه في منزل عائلته في حارة الياسمينة في البلدة القديمة حينَ اقتحَمت القوات المهاجِمة المنطقة واشتبكت مع المقاومين، وقامت الوحدات الخاصة بإطلاق صواريخ لاو وماتادور حتى ارتقى العزيزي بعد إصابته بالصدر وفارق الحياة على إثر ذلك.